# Тиберий Клавдий Тогидубн
Тиберий Клавдий Тогидубн (лат. Tiberius Claudius Togidubnus; встречаются также варианты Когидумн, Когидубн и Тогидумн; кроме того, некоторыми исследователями отождествляется с именем Тогодумн) — царь Британии, правивший в I веке. Проводил проримскую политику и способствовал романизации на подчинённых территориях.

## Источники

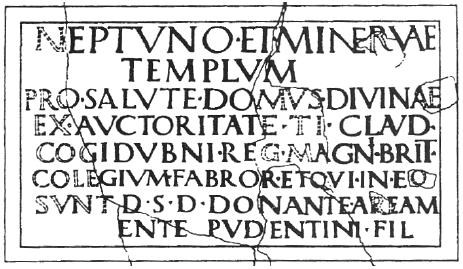
Чичестерская надпись, реконструкция Юлиуса Богэрса

## Правление
Точный год получения Тогидубном власти неизвестен. Предполагается, что сначала он мог получить под управление небольшое царство с центром в Новиомаге (ныне Чичестер) в 43 году или немного позднее, а затем, при Скапуле, около 49 года расширить власть на бельгов и атребатов; впрочем, не исключено и то, что Тогидубн получил власть одномоментно. Аналогичным образом, отсутствуют достоверные сведения и о его происхождении. Вероятнее всего, он был членом семьи Верики; М. Хениг полагает, что Тогидубн приходился Верике племянником. По мнению Р. Коутса имя «Тогидумн» по своему происхождению является кельтским, но характерно скорее не для бриттов, а для континентальных галлов.

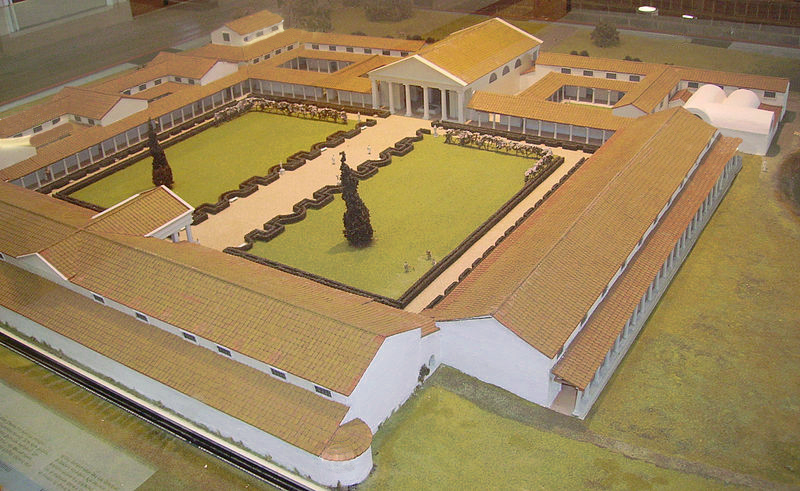
Модель дворца в Фишборне, считающегося ярким примером романизации в Британии

Политика, проводившаяся Тогидубном, способствовала интеграции бриттских племён в римский мир, хорошо заметные и в предыдущий период истории Британии проримские тенденции за время его правления существенно усилились. Оппиды превращались в города с регулярной планировкой, быт значительного числа бриттов претерпел заметную романизацию, появление доступа к новым предметам роскоши позволило местным элитам ближе приобщиться к римскому образу жизни. Для реализации строительной программы привлекались строители и ремесленники с материка, надолго обосновывавшиеся на острове. Кроме того значительно укрепились торговые связи: так, археологические исследования фиксируют всплеск импорта континентальной керамики. Риму, в свою очередь, был выгоден обеспечиваемый Тогидубном надёжный тыл для военных акций против непокорённых племён.
В 50-60-х годах в крупнейших поселениях, расположенных по соседству с Новиомагом, были сооружены земляные укрепления, кроме того, есть основания предполагать, что Тогидубн создал собственную армию, обученную и вооружённую по римскому образцу. Во время восстания Боудикки подчинённые Тогидубну территории не только не пострадали, но и стали для войск мятежников препятствием, обеспечившим римской армии под командованием Паулина скорую победу.
По мнению М. Фулфорда, лояльность, проявленная Тогидубном во время восстания Боудикки, послужила основанием для покровительства со стороны центральной власти в реализации ещё одного строительного проекта — дворца в центре Каллевы Атребатов, где обнаружена черепица и кирпичи с клеймами императорских мастерских, причём в других регионах Британии аналогичных изделий археологам не встречалось. Возведение здания в центре Каллевы хронологически совпадает и с другими масштабными проектами: устройство в Новиомаге городского поселения и сооружение комплекса протодворца в римском стиле, укрепление Венты
Бельгов (ныне Винчестер), строительство бань в Акве Сулис (ныне Бат).
Достоверных данных о времени смерти Тогидубна не имеется, однако по косвенным признакам он умер не позднее 78 года, после чего его царство было разделено на три области и мирно включено в состав римской провинции. В результате Тогидубн стал последним известным нам клиентским царём Рима в Британии.